# Copper Hill, Arizona
Copper Hill je naseljeno područje za statističke svrhe u američkoj saveznoj državi Arizona. Prema popisu stanovništva iz 2010. u njemu je živjelo 108 stanovnika.